# Gerhard Richter

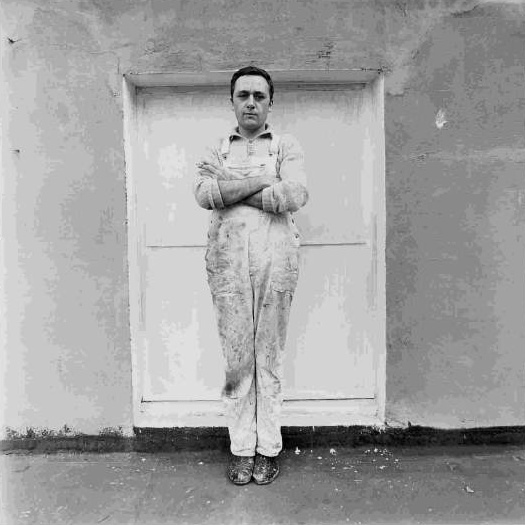
Gerhard Richter h. 1970, fotografía de Lothar Wolleh.

Gerhard Richter (Dresde, Alemania, 9 de febrero de 1932) es un artista alemán.

## Biografía
Richter nació en el hospital de Dresden-Neustadt, de la ciudad de Dresde, en Sajonia, conocida como la "Florencia del Elba", y creció en Reichenau, Baja Silesia, y en Waltersdorf, en el interior de la Alta Lusacia. Fue hjo de Horst Richter y Hildegard Schönfelder, padres de, además, Marianne, Alfred, Rudolf y Gisela. 
Su padre fue maestro, acuciado por la crisis de los años 30, consiguió trabajo en Reichenau a 80 km de Dresde. Fue obligado a unirse al partido nazi y en 1942, el niño Gerhard a participar en la Pimpfe (mote para el cambio de voz de los muchachos, era el preparatorio de la Juventudes Hitlerianas). En 1939 el padre fue reclutado hacia el frente oriental (no regresó hasta 1947, fue capturado en 1944 y pasó el resto de la guerra como prisionero) y su tío Rudi murió en combate. La mudanza a Walterstorf en 1943 salvó a la familia del bombardeo de su ciudad natal (ver Bombardeo de Dresde). Su tía Marianne Schönfelder (1917-1945) fue eliminada como parte del programa de eugenesia establecido por los nazis. Este temprano encuentro con la muerte y las atrocidades del período le hicieron rechazar toda ideología y abrazar un profundo amor por la naturaleza.
Abandonó la escuela después del décimo grado y emprendió su aprendizaje como pintor de publicidad y de escenarios, antes de estudiar en la Academia de Arte de Dresde. En 1948 terminó su escuela profesional superior en Zittau, y, entre 1949 y 1951, fue educado allí en escritura así como en pinturas de escenario y publicidad. En 1950 su solicitud para entrar en la Hochschule für Bildende Künste Dresden (Universidad de Artes Visuales de Dresde, fundada en 1764) fue rechazada. 
Finalmente regresa a su ciudad natal donde comenzó sus estudios en la Academia de Arte de Dresde en 1951. Sus profesores fueron Karl von Appen, Ulrich Lohmar y Will Grohmann. Se gradúa en 1956.
En estos primeros días de su carrera, preparó un mural («Comunión con Picasso», 1955) para el refectorio de esta Academia de Arte como parte de su licenciatura. Le siguió otro mural en el Hygienemusem (Museo Higiénico Alemán) con el título de «Lebensfreude», que significa «Alegría de la vida», para su diploma. Ambas pinturas fueron repintadas por cuestiones ideológicas después de que Richter se escapara de la Alemania Oriental para ir a la Occidental, dos meses antes de la erección del muro de Berlín; después de la unificación de ambos estados alemanes, el mural «Alegría de la vida» (1956) fue descubierto en dos lugares en la escalera del Museo Higiénico Alemán, y después del milenio estas dos imágenes descubiertas fueron nuevamente tapadas por obras. 
Richter se casó con Marianne "Ema" Eufinger en 1957. Años más tarde descubrió que su suegro, Heinrich Eufinger, había sido uno de los responsables del programa de esterilización y eugenesia que ocasionó la muerte de 250,000 personas durante el Tercer Reich. Nueve años más tarde, ella tuvo a su primera hija, Betty. 
Desde 1957 hasta 1961 Richter trabajó como maestro entrenador en la academia y asumió órdenes del anterior estado de la RDA. Durante este tiempo trabajó intensamente en murales («Arbeiterkampf», que significa «Lucha del trabajador»), en pinturas al óleo (como retratos de la actriz germano-oriental Angelica Domroese y de la primera esposa de Richter, Ema), en varios autorretratos y aún más en un panorama de Dresde con el nombre neutral de «Stadtbild» («Vista de la ciudad», 1956).
En 1961 viajó solo a la Unión Soviética, dejó una maleta en la estación Berlín-Tempelhof, a su regreso buscó a Ema en Dresde, viajaron a Berlín y pasaron por el tren local (S-Bahn de Berlín) al otro lado dos meses antes de la construcción del muro de Berlín. En Alemania Occidental, vivieron en un campo de refugiados en Gotinga y luego con los padres de Ema en Oldenburg. Finalmente se instalaron en Düsseldorf, en la Kunstakademie hasta 1967 donde fue docente en la Hochschule für bildende Künste de Hamburgo hasta 1971. Su puesto en Düsseldorf lo mantuvo hasta 1993.  
Richter enseñó también en el Nova Scotia College of Art and Design. En 1983, Richter se reubicó desde Düsseldorf a Colonia, donde aún vive hoy en día.
Se casó por segunda vez con la escultora Isa Genzken, en 1982. Richter tuvo a su hijo, Moritz, con su tercera esposa, Sabine Moritz, el año en que se casaron, 1995. Un año más tarde nació su segunda hija, Ella Maria.
Richter tuvo su primera exposición individual, Gerhard Richter, en 1962 en Fulda, en la que quemó todo el material después del show y en la Galería Schmela en Düsseldorf. Poco después, celebró exposiciones en Múnich y Berlín y a principios de los setenta expuso en Europa y los Estados Unidos. 
En 1989 presentó la serie "Oktober 18. 1977" basada en Baader-Meinhof y presentada en varios museos del mundo.
Su cuarta retrospectiva, Gerhard Richter: 40 años de pintura, con Robert Storr como curador, se inauguró en el MoMA de Nueva York en febrero de 2002, luego viajó a Chicago, San Francisco, y Washington D. C.
El Archivo Gerhard Richter se estableció en colaboración con el artista en 2005 como un instituto de las Colecciones Estatales de Arte en Dresde, Alemania.
Richter ha publicado una serie de catálogos, monografías, y libros de su obra de arte y notas sobre pintura, y ha recibido honores y premios por su arte. 
Reside en Colonia, donde fue nombrado ciudadano ilustre. Sigue pintando y exponiendo, habiendo participado en la Bienal de Venecia y también en documenta de Kassel.
En el 2008 se exhibió en el Museum Ludwig-Köln, sus trabajos para los vitrales de la catedral de Colonia. Tuvo retrospectivas en el 2009 en el Albertina de Viena, Haus der Kunst, München, Tate Modern, Neue Nationalgalerie, Berlín y el Musée national d'art moderne Centre Georges Pompidou, París.

## Obra
Después de realizar murales, Richter inició una nueva fase en su carrera. Estando en la Staatliche Kunstakademie de Düsseldorf (1961-64) descubrió el expresionismo abstracto y una serie de tendencias de vanguardia, formando lazos de amistad con otros artistas de su generación como Sigmar Polke. Se identificaban como artistas del pop art alemán, pero fueron también, durante un breve periodo, iniciadores de una variante satírica del pop a la que llamaban «realismo capitalista».
En 1962 inició pinturas que fundían la iconografía periodística y retratos de familia con un realismo austero basado en la fotografía. En su primera exposición de Düsseldorf, en 1963, el artista presentó por vez primera un estilo de fotografía-pintura, utilizando fotografías de paisajes, retratos o bodegones como base de sus pinturas. A finales de los sesenta comenzó su fase «constructivista», que incluyó trabajos como Color Charts, Inpaitings, Gray Paintings y Forty-eight Portraits, así como un trabajo con espejos.
A inicios de la década de los setenta, evolucionó para una pintura monocromática sobria que evocaba la corriente minimalista, pero con una diferencia significativa en lo que respecta al objetivo y al sentimiento. A finales de la década y principios de los ochenta, las pinturas sobre lienzo de colores brillantes y atrevidamente delineadas sugerían mas también diferían de la pintura pirotécnica neoexpresionista que estaba entonces en boga. A lo largo de toda su carrera, Richter ha cultivado en su trabajo un estilo sutilmente romántico y aparentemente antimodernista.
La producción artística de Gerhard Richter puede clasificarse en tres categorías: figurativa, esto es, todas las pinturas se basan en la fotografía o la naturaleza; constructivista, trabajo más teórico como tablas de color, paneles de vidrio y espejos; y abstracta, casi todo el trabajo realizado desde 1976 excepto bodegones y paisajes.
Ha ganado, entre otros, el Praemium Imperiale en 1997, el Premio Wolf de las Artes en Jerusalén en 1995, el Premio Kokoschka en París, el de la Academia de Artes y Letras en Nueva York, el Arnold Bode Preis de Dokumenta y el León de Oro de la Bienal de Venecia.

## Obra permanente en museos
- Galerie Neue Meister, Dresde (Sajonia, Alemania)

- Museum Ludwig, Colonia (Renania del Norte-Westfalia, Alemania)

- Russisches Museum, San Petersburgo (Rusia)

- Neues Museum Weserburg Bremen, Bremen (Alemania)

- Museum Frieder Burda, Baden-Baden (Baden-Wurtemberg, Alemania)

- Museum of Modern Art (MoMA), Nueva York (Nueva York, Estados Unidos)

- Hamburger Kunsthalle, Hamburgo (Hamburgo, Alemania)

- Pinakothek der Moderne, Múnich (Baviera, Alemania)

- Städtische Galerie im Lenbachhaus, Múnich

- Solomon R. Guggenheim Museum, Nueva York

- Kunstmuseum Walter, Augsburgo (Baviera, Alemania)

- Kunstmuseum Winterthur, Winterthur (Zúrich, Suiza)

- Migros Museum für Gegenwartskunst, (Zúrich)

- Montreal Museum of Fine Arts, Montreal (Quebec, Canadá)

- Museum Brandhorst, Múnich

- Museo Nacional Centro de Arte Reina Sofía (Madrid, España).

## Premios
1967 Kunstpreis Junger Westen, Recklinghausen
1978 Gastprofessur am College of Art, Halifax
1981 Arnold-Bode-Preis, Kassel
1985 Oskar Kokoschka Preis, Wien
1988 Gastprofessur an der Städelschule, Fráncfort del Meno
1988 Kaiserring, Goslar
1995 Wolf-Preis der Wolf-Stiftung, Jerusalén
1997 Goldener Löwe der Biennale, Venedig
1997 Praemium Imperiale, Tokio
1997 documenta-Preis, Kassel
1998 Foreign Honorary Membership. The American Academy of Arts and Letters, New York
1998 Wexner-Preis, Ohio
2000 Staatspreis des Landes Nordrhein-Westfalen, Düsseldorf
2001 Ehrendoktor, Katholische Universität Löwen
2001 Eintragung in das Goldene Buch der Stadt Köln
2004 Katholischer Kunstpreis, Köln
2007 Ehrenbürgerschaft der Stadt Köln

## Literatura
- Susanne Küper: Konrad Lueg und Gerhard Richter: Leben mit Pop – Eine Demonstration für den Kapitalistischen Realismus. Dumont, Köln 1992, S. 289–306.
- Jürgen Harten  Gerhard Richter: Bilder 1962–1985. Mit dem Werkverzeichnis von Dietmar Elger 1962–1985, Dumont, Köln 1986, ISBN 3-7701-1772-7.
- Angelika Thill: Werkverzeichnis ab 1962. In: Kunst- und Ausstellungshalle der Bundesrepublik Deutschland (Hrsg.): Gerhard Richter. Ostfildern-Ruit 1993, ISBN 3-89322-554-4, ISBN 3-89322-574-9 (beinhaltet das derzeit gültige Werkverzeichnis von 1963 bis 1993, ohne die Werke vor 1962 und nach 1993)
- Eckhart Gillen: Gerhard Richter: Herr Heyde oder die Mörder sind unter uns. Die Auseinandersetzung mit den Traumata der verdrängten Geschichte in Westdeutschland. In: Eckhart Gillen: Schwierigkeiten beim Suchen der Wahrheit. Berlín 2002, S. 186–191. (PDF-Datei; 2,80 MB)
- Dietmar Elger: Gerhard Richter, Maler. Dumont, Köln 2002, ISBN 3-8321-5848-0. (Biografie)
- Hubertus Butin: Gerhard Richter, Frühe Druckgrafik 1965–1974. Grafik-Verlag, Frankfurt 1992, ISBN 3-9802488-5-2.
- Robert Storr: Gerhard Richter: Malerei. Cantz, Ostfildern-Ruit 2002, ISBN 3-7757-1169-4.
- Dietmar Elger: Gerhard Richter: Landscapes. Cantz, Ostfildern-Ruit 2002, ISBN 3-7757-9101-9.
- Hubertus Butin, Stefan Gronert: Gerhard Richter, Editionen 1965–2004: catalogue raisonné. Cantz, Ostfildern-Ruit 2003, 2004, ISBN 3-7757-1430-8.
- Jürgen Schilling: Gerhard Richter: Eine Privatsammlung. Richter, Düsseldorf 2004, ISBN 3-937572-00-7.
- Hans-Ulrich Obrist: Gerhard Richter: 100 Bilder. Cantz, Ostfildern-Ruit 2005, ISBN 3-89322-851-9.
- Jürgen Schreiber: Ein Maler aus Deutschland: Gerhard Richter: Das Drama einer Familie. Pendo, München und Zürich 2005, ISBN 3-86612-058-3.
- Jeanne Anne Nugent: Family Album and Shadow Archive: Gerhard Richter’s East, West, and all German Painting 1949–1966. Dissertation in the History of Art presented to the Faculties of the University of Pennsylvania, Philadelphia 2005.
- Ernst Hohenthal: A family secret in the public domain: new revelations about Gerhard Richter’s Herr Heyde. In: Christie’s Magazine. Band. 23, Nr. 5, November 2006, ISSN 0266-1217, S. 62f.
- Ulrich Bischoff, Elisabeth Hipp und Jeanne Anne Nugent: From Caspar David Friedrich to Gerhard Richter: German Paintings from Dresden. Getty Trust Publications, J. Paul Getty Museum, Köln 2006, ISBN 3-86560-122-7.
- Helmut Friedel, Robert Storr: Gerhard Richter: Rot – Gelb – Blau. Prestel, München 2007, ISBN 978-3-7913-3859-0.

## Filmografía
- 1966: Kunst und Ketchup. Von Elmar Hügler. film televisivo de la Südwestfunks,1966, 45 Min.
- 1969: Gerhard Richter – In der Werkstatt. Orbis-Film,  Hannes Reinhardt, Goethe-Institut Inter Nationes
- 1989: Augenblicke – Gerhard Richter: 18. Oktober 1977. de Viktoria von Flemming
- 1992: Gerhard Richter: Meine Bilder sind klüger als ich. 55 Minutos.
- 1994: Gerhard Richter Malerei 1962–1993. de Henning Lohner, 42 Minutos.
- 1999: Das Dresdener Frühwerk. Von Christine Haberlik, Beitrag für Aspekte, ZDF, 1999
- 2003: Gerhard Richter – Vierzig Jahre Malerei. Zur Ausstellung im New Yorker MoMA, 3sat, 2003, Inhaltsangabe Archivado el 15 de diciembre de 2007 en Wayback Machine. von 3sat
- 2006: ‚Tante Marianne‘ kommt unter den Hammer. Die tragische Familiengeschichte des Gerhard Richter und wie sie sich in einem autobiografischen Meisterwerk widerspiegelt. Dokumentation, von Lars Friedrich, [Westdeutscher Rundfunk Köln, 2006, Inhaltsangabe
- 2007: Das Richter-Fenster. de Corinna Belz, 2007, Inhaltsangabe von ARTE
- 2011: Gerhard Richter – Painting de Corinna Belz. 97 minutos, 2011.
- 2018: No dejes de mirarme, de Florian Henckel von Donnersmarck. 3 horas 9 minutos, 2018.